# La Petite Taupe (film)
 (septembre 2024).
Si vous disposez d'ouvrages ou d'articles de référence ou si vous connaissez des sites web de qualité traitant du thème abordé ici, merci de compléter l'article en donnant les références utiles à sa vérifiabilité et en les liant à la section « Notes et références ».
Pour l’article homonyme, voir La Petite Taupe (série télévisée).
Pour plus de détails, voir Fiche technique et Distribution.
La Petite Taupe (The Little Mole) est un court métrage d'animation américain réalisé par Hugh Harman et sorti le 5 avril 1941.